# Dicarpa atlantica
Dicarpa atlantica är en sjöpungsart som beskrevs av C.S. Millar 1964. Dicarpa atlantica ingår i släktet Dicarpa och familjen Styelidae. Inga underarter finns listade i Catalogue of Life.